# Pressigny (Haute-Marne)
Pressigny ist eine französische Gemeinde mit 200 Einwohnern (Stand: 1. Januar 2022) im Département Haute-Marne in der Region Grand Est (vor 2016 Champagne-Ardenne); sie gehört zum Arrondissement Langres und zum Kanton Chalindrey. Die Einwohner werden Pressignois und Pressignoises genannt.

## Geografie
Pressigny liegt etwa 58 Kilometer südöstlich von Chaumont. Umgeben wird Pressigny von den Nachbargemeinden Fayl-Billot im Nordwesten und Norden, La Quarte im Nordosten, La Rochelle im Osten, Molay und Charmes-Saint-Valbert im Osten und Südosten, Bourguignon-lès-Morey im Südosten, Voncourt und Savigny im Süden, Genevrières im Südwesten sowie Poinson-lès-Fayl im Westen.

## Bevölkerungsentwicklung
| Jahr                       | 1962 | 1968 | 1975 | 1982 | 1990 | 1999 | 2006 | 2011 | 2019 |
| Einwohner                  | 401  | 369  | 320  | 294  | 262  | 233  | 249  | 196  | 198  |
| Quellen: Cassini und INSEE |      |      |      |      |      |      |      |      |      |

## Sehenswürdigkeiten
- Kirche Saint-Pierre-ès-Liens aus dem 13. und 16. Jahrhundert, seit 1929 in Teilen als Monument historique eingeschrieben
- Burgreste